# Scuola italiana di scherma

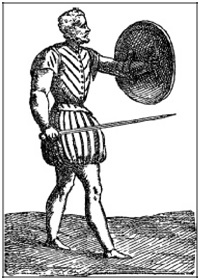
Spada e scudo dal trattato di Giacomo di Grassi Ragione di adoprar sicuramente l'Arme, si da offesa come da difesa (1570)

Il termine scuola italiana di scherma è usato per descrivere lo stile italiano di scherma e di combattimento con armi da taglio, dall'epoca del primo trattato italiano di spada ancora esistente (1409), fino alla nascita della scherma contemporanea (ovvero fino al 1900).
Sebbene, nel corso di quei cinque secoli, siano cambiate vistosamente le armi e le ragioni per il loro impiego, nella scuola italiana sono ravvisabili alcuni tratti costanti, ad esempio la preferenza per certe guardie, l'attenzione alla scelta del tempo nella scherma, e molte delle azioni difensive.
La scherma bolognese (o "scuola Dardi") con la spada da lato influenzò significativamente i primi stili moderni di scherma.

## Dal Rinascimento al periodo barocco

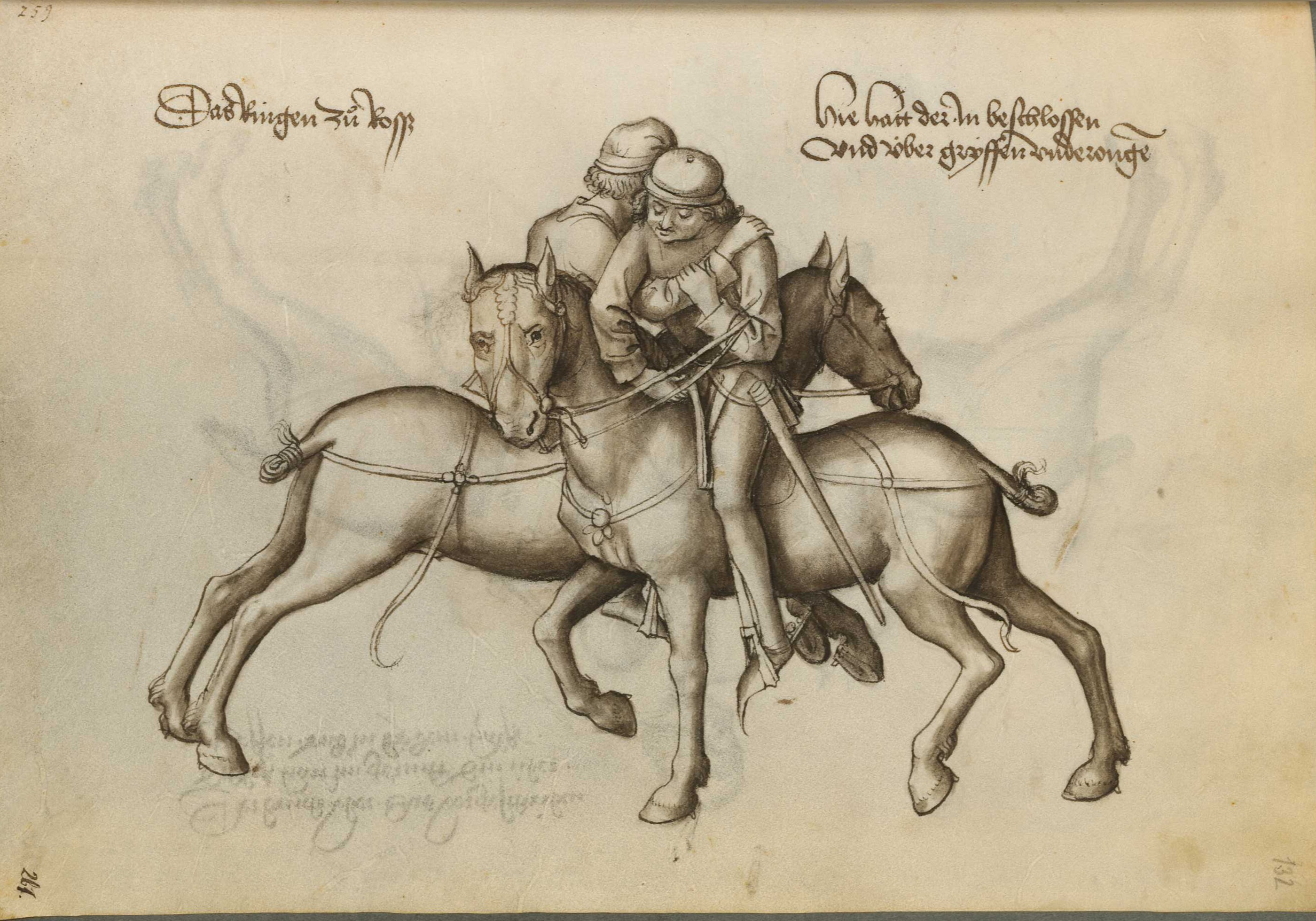
Prima tavola della sezione di prese a cavallo (Ringen zu Ross) in Hans Talhoffer (1467)

Uno dei più antichi trattati italiani di scherma e altre arti marziali è il Flos duellatorum in armis, sine armis, equester et pedester (o Fior di battaglia) scritto da Fiore dei Liberi verso il 1409. Il testo descrive un sistema di arti marziali avanzate in fatto di Ringen (un tipo di lotta tedesca per contrastare un avversario armato di spada), pugnale, spada corta, spada a due mani, azza, e lancia). Un altro importante trattato, De arte gladiatoria dimicandi, fu scritto da Filippo Vadi approssimativamente tra il 1482 e il 1487. Sia pur con differenze, l'opera di Vadi sembra basarsi su quella più antica di Fiore. È stato suggerito che lo stile schermitorio di Vadi rappresenti una fase di passaggio tra quella di Fiore e i successivi maestri bolognesi.
Una disamina generale dei manuali italiani del XVI secolo presenta, in almeno un manuale pubblicato, istruzioni per le seguenti armi o combinazioni di armi:
- Pugnale
- Pugnale e cappa
- Alabarda
- Lancia
- Partigiana
- Partigiana e scudo
- Picca
- Ronco
- Spiedo
- Spada sola
- Spada e scudo largo
- Spada e cappa
- Spada e pugnale
- Spada e guanto
- Spada e rotella
- Spada e brocchiero
- Spada e targa
- Spada a due mani (chiamata spadone da qualche maestro)
- Due spade
- Combattente disarmato contro pugnale.

Il gruppo di autori più significativo di quest'epoca proveniva dalla Scuola bolognese e comprendeva maestri quali Achille Marozzo, Antonio Manciolino, Angelo Viggiani e Giovanni dall'Agocchie. Ad ogni modo, c'erano anche autori italiani estranei alla Scuola bolognese, come Camillo Agrippa, cui si deve la classificazione (tuttora in uso) delle "guardie" in prima, seconda, terza e quarta; e Giacomo di Grassi, che nel 1570 scrisse un manuale tradotto in inglese nel ventennio seguente.
Il XVII secolo vide l'avvento della striscia, e di una nuova generazione di maestri, tra cui Salvator Fabris, Ridolfo Capoferro, e Francesco Antonio Marcelli. A differenza dei manuali del secolo precedente, quelli composti nel 1600 si limitavano generalmente a trattare la striscia come arma unica, o assieme ad un altro strumento (come il pugnale, il mantello, o la rotella). Dalla fine di quel secolo iniziarono ad assumere un carattere più classico, sia nella terminologia sia nella presentazione delle tecniche.

## Periodo classico (1699-1800)
Gli unici mutamenti consistettero nell'aggiunta di alcune tecniche adatte alle lame delle spade da duello tipicamente usate nel 1800, in qualche modo più leggere se comparate alle strisce tipiche di fine XVII secolo (si confrontino le tecniche esposte da Bondì di Mazo nel suo manuale del 1696, con quelle presenti nel manuale del 1803, curato da Giuseppe Rosaroll-Scorza e Pietro Grisetti). Ancora all'inizio del XIX secolo si insegnavano tecniche di presa (tipiche della scherma come pratica di combattimento estremo, e ben lontane tanto dai "duelli romantici" quanto dalla moderna attività sportiva) e veniva discusso l'uso del pugnale come arma accessoria (benché non fosse un'opzione importante e nemmeno diffusa).
Alla fine del XIX secolo, si era sviluppato l'immediato antenato della scherma moderna con le sue familiari pedagogia e raccolta di tecniche e teoria. A quel tempo le due principali scuole nella tradizione italiana erano la radaelliana (da Giuseppe Radaelli, che era milanese) e la napoletana. Nel 1883 il Ministero della guerra italiano scelse il trattato del napoletano Masaniello Parise come guida ufficiale della neonata Scuola Magistrale di scherma (ora chiamata Scherma Italiana Classica). L'insegnamento di Parise sopravvive ai nostri giorni quasi immutato, sebbene arricchito di molti suggerimenti di Radaelli in tema di sciabola.

## Pratica contemporanea
In Italia, l'Accademia Nazionale certifica maestri sia di scherma storica sia di scherma moderna formati sull'attenta aderenza ai principi della scuola italiana. 
Le comunità delle arti marziali storiche europee (HEMA) e delle arti marziali occidentali (WMA) annoverano cultori di maestri italiani quali Fiore dei Liberi, Filippo Vadi, Achille Marozzo, Salvator Fabris, Ridolfo Capoferro, Francesco Alfieri ed altri. Tra i praticanti ci sono Brian R. Price della Schola Saint George, Bob Charron della St. Martin's Academy (entrambi studiano Fiore dei Liberi), Gregory Mele della Chicago Swordplay Guild (studia il Fiore e il Vadi), Matt Easton della Schola Gladiatoria di Londra, Ken Harding della St Louis School of Arms e Guy Windsor, della Finland's School of European Swordsmanship.

## Trattati

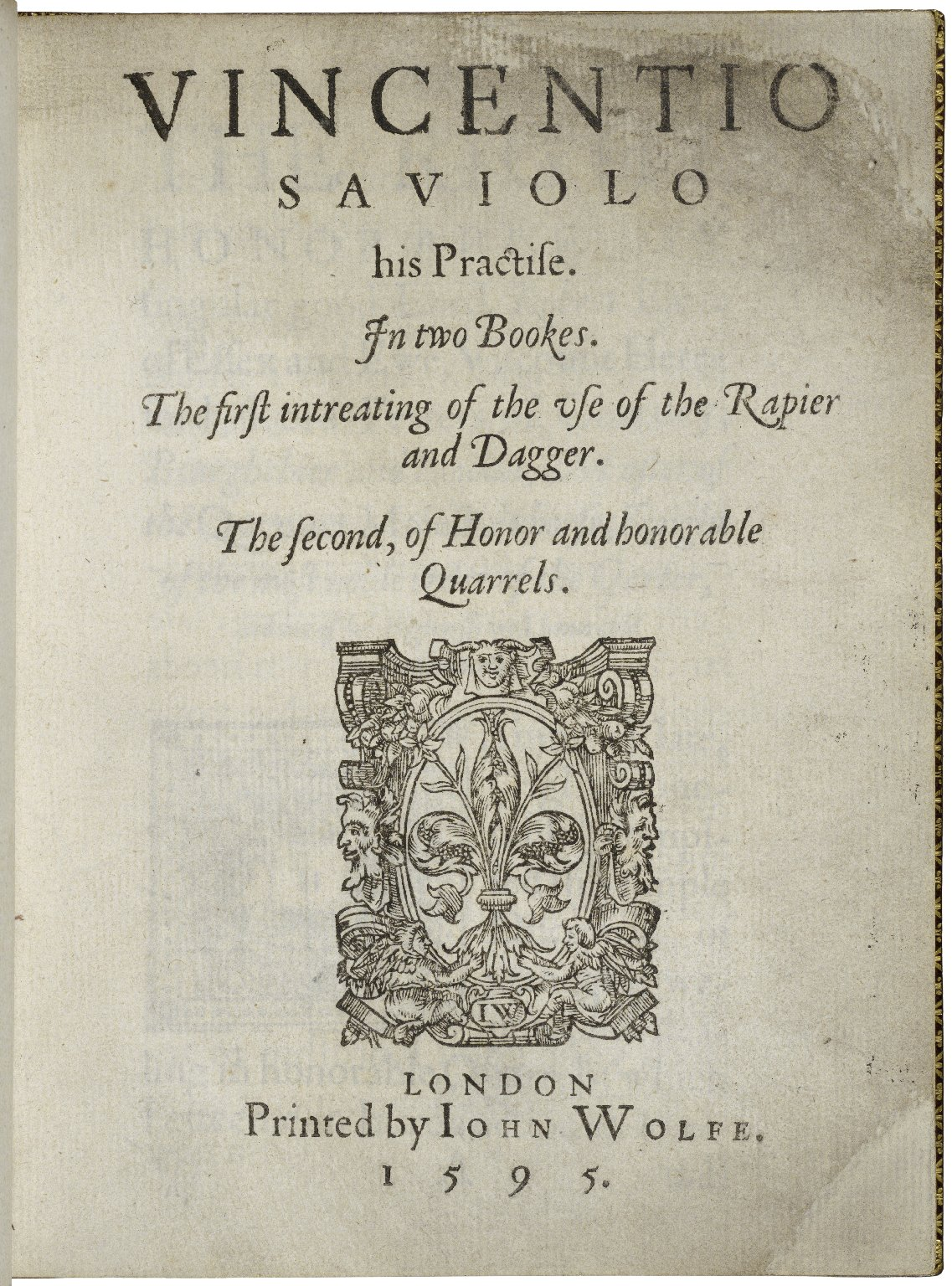
La pagina con il titolo Vincentio Saviolo, His Practise, manuale di scherma di Saviolo pubblicato nel 1595.

Alcuni trattati di maestri italiani:
Medioevo/Primo Rinascimento
- Filippo Vadi, De Arte Gladiatoria Dimicandi - 1482-1487
- Fiore dei Liberi, Flos Duellatorum in armis, sine armis, equester et pedester - 1409
- Pietro Monte, Exercitiorum Atque Artis Militaris Collectanea in Tris Libros Distincta - 1509

Rinascimento/Barocco
- Achille Marozzo, Scuola Dardi, Opera Nova Chiamata Duello, O Vero Fiore dell'Armi de Singulari Abattimenti Offensivi, & Diffensivi - 1536
- Angelo Viggiani dal Montone, Scuola Dardi, Trattato dello Schermo - 1575
- Anonimo Bolognese, Scuola Dardi, L'Arte della Spada (M-345/M-346 Manuscripts) - (Inizio o metà XVI secolo[7])
- Antonio Manciolino, Scuola Dardi, Opera Nova per Imparare a Combattere, & Schermire d'ogni sorte Armi - 1531
- Bondì di Mazo, La Spada Maestra - 1696
- Camillo Agrippa, Trattato di Scientia d'Arme con un Dialogo di Filosofia - 1553
- Francesco Alfieri, La Scherma di Francesco Alfieri - 1640
- Francesco Altoni, Monomachia: Trattato dell'Arte di Scherma - c. 1550
- Francesco Antonio Marcelli, Regole della Scherma - 1686
- Giacomo di Grassi, Ragion di Adoprar Sicuramente l'Arme si da Offesa, come da Difesa - 1570
- Giovanni Antonio Lovino, Prattica e theorica del bene adoperare tutte le sorti di arme c. 1580
- Giovanni dall'Agocchie, Scuola Dardi, Dell'Arte di Scrimia - 1572
- Giuseppe Morsicato Pallavicini, La Scherma Illustrata - 1670
- Giuseppe Morsicato Pallavicini, La seconda parte della Scherma Illustrata - 1673
- Marco Docciolini, Trattato in Materia di Scherma - 1601
- Nicoletto Giganti, Scola overo Teatro - 1606
- Ridolfo Capoferro, Gran Simulacro dell'Arte e dell'Uso della Scherma - 1610
- Salvator Fabris, De lo Schermo ovvero Scienza d'Armi - 1606
- Vincentio Saviolo, His Practise - 1595

Classico
- Giuseppe Radaelli, La Scherma di Sciabola e di Spada - 1876
- Giuseppe Rosaroll-Scorza and Pietro Grisetti, La Scienza della Scherma - 1803 - 1871 3rd ed.
- Masaniello Parise, Trattato della Scherma di Spada e Sciabola - 1883 1st ed. - 1904 5th ed.
- Masiello, Ferdinando, and Ciullini The Broadsword - 1889
- Masiello, Ferdinando, La Scherma di Fioretto. 2nd ed. - 1902
- Masiello, Ferdinando, La Scherma di Sciabola. 3rd ed. - 1902
- Masiello, Ferdinando, Trattato teorico-pratico della scherma di spada e sciabola - 1884
- Pecoraro, Salvatore e Pessina, Carlo. La Sciabola - 1910
- William M. Gaugler, The Science of Fencing. Revised ed. - 2004. ISBN 1-884528-05-8.